# زبان‌های تبتی

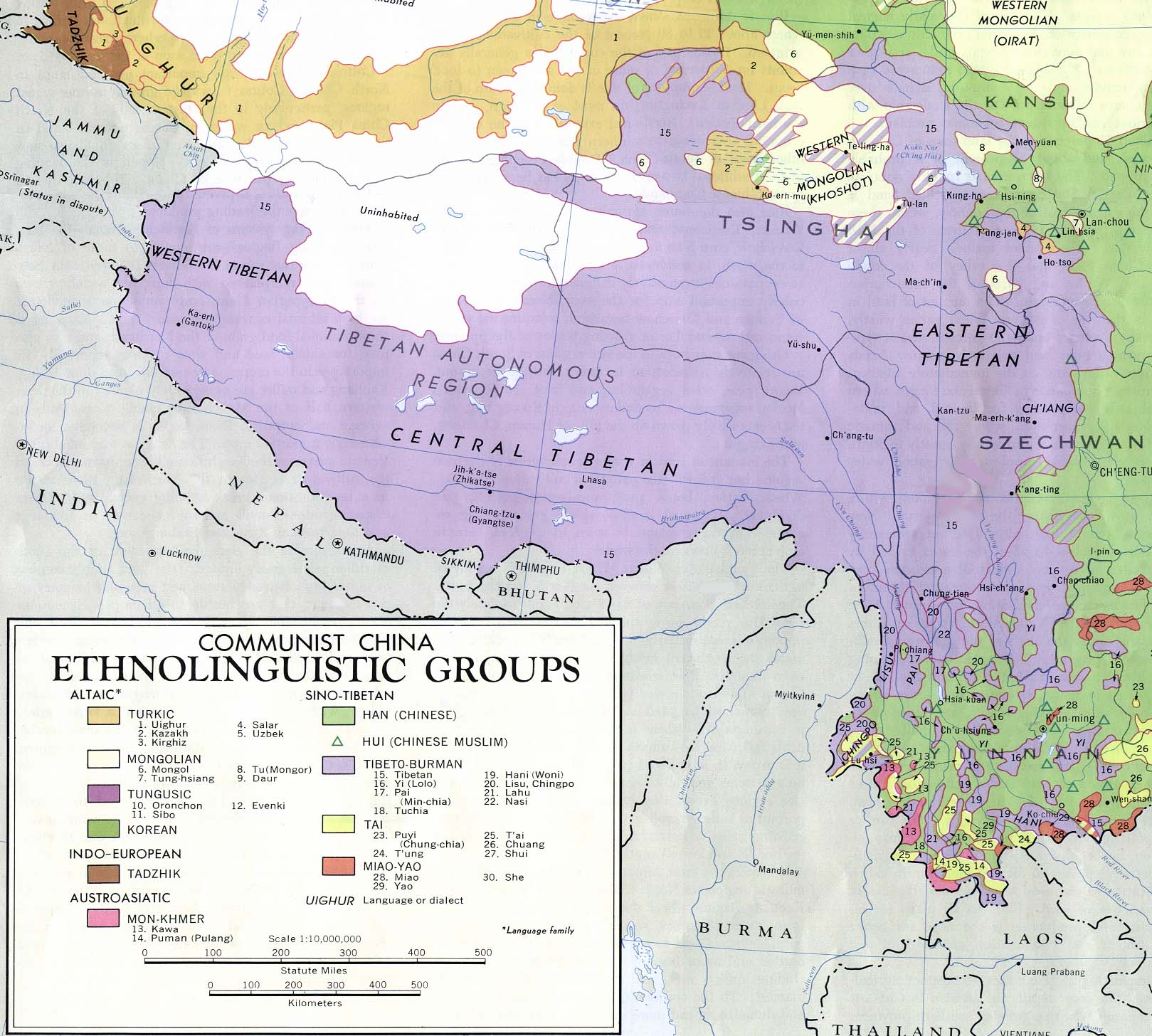
نقشه قومی و زبانی تبت (تبت بزرگ).

زبان‌های تبتی شاخه‌ای از زبان‌های تبتی-برمه‌ای هستند که از تبتی باستان ریشه گرفته و در منطقه وسیعی از شرق آسیای میانه هم‌مرز با شبه‌قاره هند، از جمله فلات تبت و بلتستان، لداخ، نپال، سیکیم، بوتان، آسام و آروناچال پرادش در هیمالیا گویش می‌شوند. تبتی کلاسیک، به ویژه برای استفاده از ادبیات بودایی، زبان اصلی ادبی منطقه است.
زبان‌های تبتی حدود ۶ میلیون نفر سخنور دارد. با گسترش آیین بودایی تبتی، زبان تبتی به دنیای غرب گسترش یافته‌است و می‌توان آن را در بسیاری از نشریات بودایی و مطالب دعایی یافت. برخی از دانشجویان غربی، این زبان را برای ترجمه متون تبتی یادمی‌گیرند. بیرون از خود لهاسا، تقریباً ۲۰۰٫۰۰۰ نفر از تبعیدیان تبتی که از تبت امروزی به هند و دیگر کشورها نقل مکان کرده‌اند، به زبان تبتی لهاسا (تبتی معیار) صحبت می‌کنند. تبتی همچنین توسط گروه‌های قومی اقلیت در تبت صحبت می‌شود که قرن‌ها در نزدیکی تبتی‌ها زندگی کرده‌اند اما با این وجود زبان‌ها و فرهنگ‌های خود را حفظ کرده‌اند.
اگرچه برخی از مردم چیانگ خام را دولت چین به عنوان قوم تبتی دسته‌بندی می کند، اما زبان‌های چیانگی تبتی نیستند بلکه شاخه مستقل خود را از خانواده زبان‌های تبتی-برمه‌ای می‌سازند.
تبتی کلاسیک زبان نواخت‌بری نبود، اما برخی از گونه‌های امروزی تبتی مانند تبتی مرکزی و خامی نواخت‌هایی را ایجاد کرده‌اند. زبان‌های تبتی را به‌طور کلی می‌توان به عنوان زبان‌های هم‌چسب توصیف کرد.